# Dorothy Height

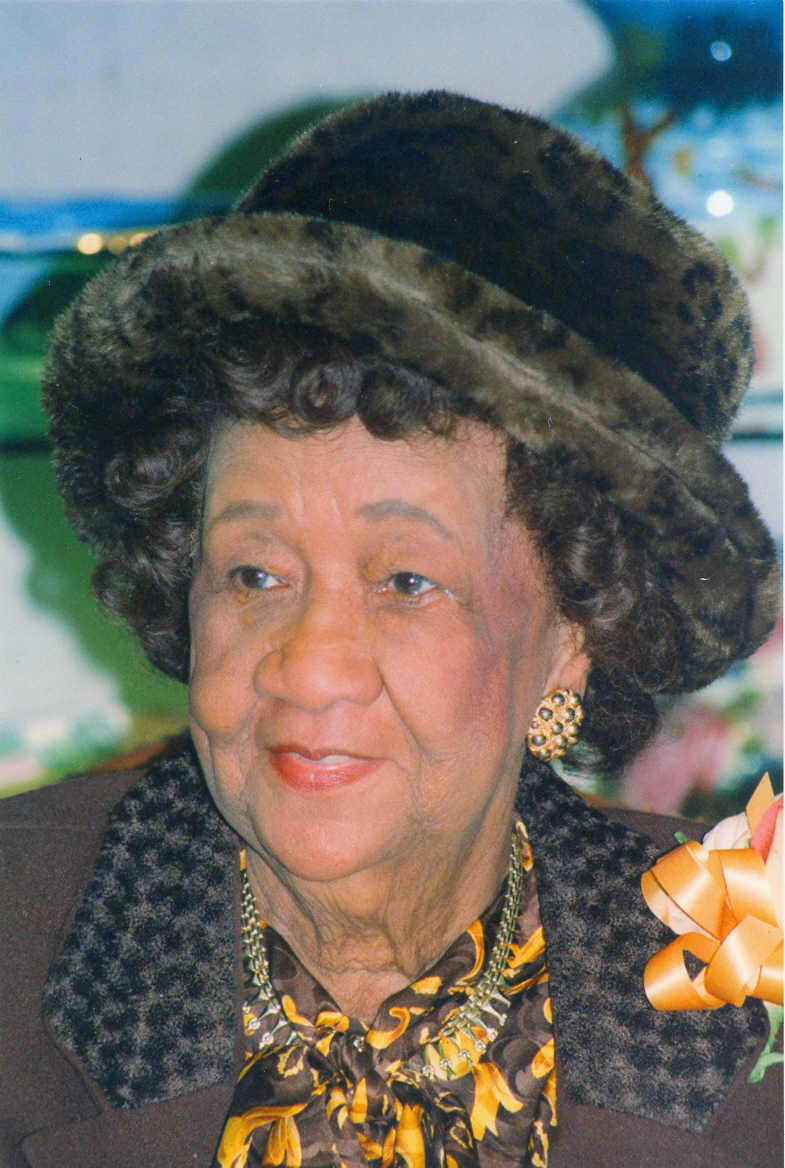
Dorothy Height in 1998

Dorothy Irene Height (Richmond (Virginia), 24 maart 1912 - 20 april 2010) was een Amerikaans activiste die streed voor gelijke rechten voor Afro-Amerikanen. Ze werd onderscheiden met de Presidential Medal of Freedom in 1994 en de Congressional Gold Medal in 2004.

## Biografie
Height verhuisde op jonge leeftijd samen met haar familie naar Rankin, Pennsylvania. Toen ze nog op de middelbare school zat kreeg ze een studiebeurs voor het Barnard College vanwege haar goede spreekvaardigheden. Toen ze wilde starten op het college werd ze echter geweigerd. In die tijd liet het college namelijk slechts twee Afro-Amerikanen per academisch jaar toe en Height kwam pas toen twee anderen al waren toegelaten. Height ging daarop studeren aan de New York University, de grootste universiteit van Amerika. Daar haalde ze haar master in psychologie.
Height heeft haar hele leven actie gevoerd. In de jaren 30 heeft ze protesten geleid tegen lynchen en rassenscheiding binnen de strijdkrachten. In de jaren 50 en 60 heeft ze samen met Martin Luther King gestreden voor gelijke rechten.
In 1957 werd de activiste president van de Nationale Raad voor Zwarte Vrouwen.
Jaren later kreeg Height in 1980 de Barnard Medal of Distinction. Dat is de hoogste onderscheiding van het Barnard College. Volgens een artikel geschreven door Jamel E. Watson bood het college zijn excuses aan omdat het Height eerder had geweigerd.
Height overleed op 20 april 2010 en werd 98 jaar. Ze bleef tot haar dood president van de raad.

## Onderscheidingen
- 1989: Four Freedoms Award voor vrijwaring van gebrek
- 1994: Presidential Medal of Freedom